# Käntu-Kastja
Käntu-Kastja este o arie protejată (sit de importanță comunitară — SCI, arie de protecție specială avifaunistică — SPA) din Estonia întinsă pe o suprafață de 3.142,2 ha, integral pe uscat.

## Localizare
Centrul sitului Käntu-Kastja este situat la coordonatele 58°45′43″N 24°05′54″E / 58.7619°N 24.0982°E.

## Înființare
Situl Käntu-Kastja a fost declarat arie de protecție specială avifaunistică în aprilie 2004 pentru a proteja 5 specii de animale. Situl a fost protejat și ca sit de importanță comunitară în aprilie 2004.

## Biodiversitate
Situată în ecoregiunea boreală, aria protejată conține 13 habitate naturale: Cursuri de apă de la nivel de câmpie la nivel montan, cu vegetație Ranunculion fluitantis și Callitricho-Batrachion, Pajiști fino-scandinave uscate până la mezice, bogate în specii de altitudine mică, Liziere de ierburi înalte hidrofile de câmpie și de nivel montan până la alpin, Pajiști aluvionare boreale nordice, Fânețe de joasă altitudine (Alopecurus pratensis, Sanguisorba officinalis), Pajiști din zone de pădure fino-scandinave, Turbării active, Mlaștini turboase de tranziție și turbării mișcătoare, Depresiuni pe substraturi de turbă de Rhynchosporion, Taiga vestică, Pășuni din zone de pădure fino-scandinave, Păduri caducifoliate de mlaștină fino-scandinave, Mlaștini împădurite.
La baza desemnării sitului se află mai multe specii protejate:
- păsări (1): Gallinago media
- mamifere (1): vidră de râu (Lutra lutra)
- nevertebrate (1): Unio crassus
- pești (2): zglăvoacă (Cottus gobio), Lampetra fluviatilis

Pe lângă speciile protejate, pe teritoriul sitului au mai fost identificate 6 specii de plante.